# 366日 (テレビドラマ)
『366日』（さんびゃくろくじゅうろくにち）は、2024年4月8日から6月17日までフジテレビ系「月9」枠にて放送されたテレビドラマ。主演は広瀬アリス。
HYの「366日」の世界観を基に着想を得たオリジナルストーリー。高校時代に実らなかった恋を叶えるため奮闘する男女が、予期せぬ悲劇に直面しながらも、愛する人を想う恋愛物語。

## あらすじ
音楽教室に勤務する雪平明日香は、高校時代に恋していた水野遥斗と再会し、交際を始める。しかし、幸せの最中に遥斗は意識不明の重体になるという悲劇が訪れる。明日香は彼の回復を信じながら、遥斗や同級生たちと過ごした日々を思い出す。

## キャスト

### 主要人物
雪平明日香（ゆきひら あすか）〈28〉
演 - 広瀬アリス
主人公。オカベ音楽教室の事務受付だったが、中盤からはクラリネットの臨時講師も兼任する。高校2年の時に龍ヶ崎高校に転校し、吹奏楽部でクラリネットを担当していた。
同窓会で遥斗と再会した後に両想いであったことを知り晴れて恋人同士になるが、その直後に彼が転落してしまい、意識不明になるという悲劇に見舞われる。それでも意識が戻ることを信じて病院通いを続けた3か月後、遥斗が目を覚ましたという連絡を受け急いで病院に駆けつけると、彼が記憶障害になっているという、さらなる不幸と試練が訪れてしまう。
記憶が戻らない遥斗に全力で尽くしてきたが、その行動がかえって彼を追い詰めてるんじゃないかと悩むようになり、最終的に遥斗から友人関係に戻ることを提案されそれを受け入れた。
第10話で友里からの助言を胸に、遥斗ともう一度やり直したいと復縁を試みたが、本人から拒否されてしまう、だが最終話での演奏会後に遥斗に再び告白され、ようやく元の関係に戻ることが出来た。終盤では遥斗と結婚し、息子の開斗（かいと）をもうけた。
水野遥斗（みずの はると）〈28〉
演 - 眞栄田郷敦（児童期：吉田海怜）
明日香が高校時代に好きだったクラスメイト。当時は野球部で甲子園を目指していた。卒業後は北海道の大学へ進学。外食チェーンに就職し、4月から東京へ転勤してきている。
幼い頃はおとなしくて人見知りだった。
同窓会での再会後、勇気を出して明日香に告白し交際することになったが、初デート当日に橋から落ちそうになった少年を庇って転落し、意識不明の重体となる。3か月後にようやく意識が回復するも、高次脳機能障害であることが判明する。リハビリを重ねた結果、家族のことなどを少しずつ思い出したが、記憶自体が中学生時で止まっており、明日香や智也などの高校以降に出会った人のことまでは思い出せていなかった。退院後仕事に復帰し、明日香やその他友人らと変わらずに過ごしていく中、次第に戻らない記憶の穴埋めをするかのように明日香に気を遣ってしまう。その結果心の限界が来てしまい、明日香と話し合って普通の友人関係に戻ることを決意する。
第10話では社内で行われたコンペで1位を獲得。以前在籍していた大阪本社から「サブマネージャーとして戻ってきてほしい」と言われ、大阪に戻ることを決意する。転勤直前に明日香から「もう一度やり直したい」と言われたが記憶障害のトラウマから「できない」と拒否してしまう。
その後明日香との絆を取り戻し彼女と結婚し、2028年には息子・開斗の父親となっている。

### 高校時代の同級生
小川智也（おがわ ともや）〈28〉
演 - 坂東龍汰
運送会社「慶京運輸」に勤務。遥斗の親友で同じ野球部の出身。就職後も会社の野球チームで活動していたが、第6話で腕の故障により引退し、実家のネギ農家を継ぐために帰郷する。
第10話で、理学療法士の試験に合格した莉子に、指輪を用意して改めて告白しようとすると莉子からはプロポーズと捉えられてしまい、思わぬ形で結婚することになる。
下田莉子（しもだ りこ）〈28〉
演 - 長濱ねる
明日香の親友で遥斗とは小学校からの幼馴染。
特別養護老人ホームで介護福祉士として働きながら理学療法士の資格を取るために勉強している。
復縁を迫る亘と自分の間に入ってくれた智也の「一生目を覚まさないとしてもずっとそばにいる。心臓移植のドナーが必要というなら、くれてやる」という強い想いを聞く。
第10話で理学療法士の試験に見事合格、その後智也から指輪をプレゼントされるとその場で自分から「結婚しよう」とプロポーズ。出会って14年、恋人としての交際は0日で、春に神前式を挙げることになった。
吉幡和樹（よしはた かずき）〈28〉
演 - 綱啓永
外資系コンサルタント会社に勤務。明日香と遥斗の高校時代の同級生。大学時代、母親の再婚によって心が荒んでしまい、それ以降遥斗達とは疎遠状態となっていたが、明日香と偶然再会したことをきっかけにかつての仲間と再び交流を持つようになる。
第9話で、食事の後体調を崩した明日香を自宅まで送って、泊まりに来ていた明日香の母・真由美と対面する。
実は明日香に密かに想いを寄せており、これがきっかけで交際していた彼女の芽美と破局。第10話の終盤では遥斗に復縁を断られた明日香に「好きだ」と告げるが、結局その想いが実ることはなかった。
佐久間功  (さくま いさお)
演 - 丈太郎（第1話・第3話・第10話・最終話）
明日香と遥斗の高校時代の同級生。
鮫島健司（さめじま けんじ）〈28〉
演 - 佐藤景瑚（JO1）（第1話・第3話・第8話・第10話・最終話）
劇団員。明日香と遥斗の高校時代の同級生。あだ名は「さめっち」。
智也と莉子の結婚披露宴で流す馴れ初めビデオの脚色と演出を行い、結婚披露宴の司会も務める。

### オカベ音楽教室
戸田彩乃（とだ あやの）〈24〉
演 - 清乃あさ姫（第1話・第2話・第4話・第6話 - 最終話）
受付。明日香の同僚。ファッションと食べ歩きが趣味のイマドキ女子。
湊夏美
演 - 堀口紗奈（第1話・第2話・第4話・第6話 - 最終話）
受付。明日香の同僚。
山浦久典
演 - 赤ペン瀧川（第1話・第2話・第4話・第6話 - 最終話）
室長。
根岸優
演 - 李千鶴（第2話・第4話）
クラリネット講師。
池沢菫（いけざわ すみれ）
演 - 宮崎莉里沙（第1話 - 第2話・第5話 - 第8話・第10話 - 最終話）
池沢友里の娘。オカベ音楽教室に通う。ピアノから始めたが、ミニコンサートを聴いた後、クラリネットに興味を持つ。
静原吾朗（しずはら ごろう）〈30〉
演 - 前田公輝（第1話・第2話・第4話 - 最終話）
システムエンジニア。交際中の樋山ちなみといつかセッションしようと、オカベ音楽教室でピアノを習い始める。明日香と遥斗の事情を知り、自分の事のように心配する。

### 水野家
水野輝彦（みずの てるひこ）〈60〉
演 - 北村一輝（第1話 - 第7話・第9話 - 最終話）
遥斗の父。お好み焼き店「てるちゃん」の店主。おとなしくて人見知りの幼い遥斗にキャッチボールを教え、野球を始めるきっかけを作った。
水野智津子（みずの ちづこ）〈55〉
演 - 戸田菜穂（第1話 - 第7話・第9話・最終話）
遥斗の母。
水野花音（みずの かのん）〈25〉
演 - 中田青渚
遥斗の妹。ウェブデザイナー。

### 城坂記念病院
池沢友里（いけざわ ゆり）〈50〉
演 - 和久井映見（第1話 - 第8話・第10話・最終話）
脳神経外科医。遥斗の主治医。小学生の娘・菫と暮らすシングルマザーでもある。数年前に夫を脳出血で亡くしている。遥斗の事故の前、菫を通わせるべく明日香が勤務するオカベ音楽教室を訪れたことがあり、彼女とはその時から面識があった。遥斗との関係に悩む明日香に「どうするべきかより、どうしたいかで考えてみるといい」と助言する。
宮辺紗衣（みやべ さえ）〈27〉
演 - 夏子（第2話・第4話 - 最終話）
看護師。真面目で温厚な性格であり、仕事にも誇りを持っている。イラストを描くのが趣味。
中学生の時に両親が相次いで他界し、龍ヶ崎の祖父母の元で暮らしていた。
なぜか遥斗が高校時代に野球部のバッグに付けていた古びた名札を持っていたが、これは自身が高校時代、痴漢にあった際に助けてくれた遥斗が落としたもので、第9話で遥斗へ返し、ずっと好きだったことを告白する。
池沢に大阪転勤を報告した遥斗と会い大阪府の高次脳障害支援センターの資料を渡す。遥斗にどこに住むのかを尋ねると「天王寺の会社の寮」と答えた。「あべのハルカス（2014年3月グランドオープン）のそばですね」と返すと遥斗がすんなり受け入れたため、彼の高校生以降の記憶も戻ってきていることに気づく。
渋谷啓
演 - 小野匠（第5話・第10話（回想））
遥斗のリハビリを担当する理学療法士。
- 古米翔大（第2話）、織野夕貴（第2話）、たなかさと（第2話）[17]、関めぐみ（第5話）[18]、松丸春奈（第5話）[19]、小林一英（第5話）[20]

### グッディダイニング
木嶋康介
演 - 岐洲匠（第1話 - 第3話・第7話・第9話 - 最終話）
遥斗と同期入社。東京支社 第一営業本部勤務。遥斗の仕事を引き継ぎ「創作ダイニング パトリア」をオープンさせる。遥斗の復職後も心を配る。
林淳
演 - 田中幸太朗（第1話・第2話）
東京支社 第一営業本部での遥斗の上司。
事務員
演 - 志田美由紀（第1話）
東京支社 第一営業本部。
園田芳信
演 - 岩瀬亮（第7話 - 最終話）
総務部備品管理課 課長。
高津修
演 - 谷口翔太（第7話 - 最終話）
備品管理課。
宮崎浩
演 - 越村公一（第7話 - 最終話）
備品管理課。
青葉寛子
演 - 横内亜弓（第7話 - 最終話）
備品管理課。
- 村田秀亮（とろサーモン）（第10話） [28]

### その他
滝本竜也（たきもと たつや）〈26〉
演 - 中沢元紀（第2話・第5話 - 第9話・最終話）
花音の彼氏で遥斗の大学の後輩。コロナ禍で勤めていた会社が倒産し、再就職活動中。第6話で遥斗の病室を訪れ花音の両親と初めて対面。第7話では婚姻届を持って「てるちゃん」に乗り込み花音にプロポーズをしたが「まだ早い」と保留にされ、婚姻届は花音預かりとなる。
第8話で遥斗の紹介により「創作ダイニング パトリア」でのバイトを始める。遥斗の同期の木嶋によるとがんばれば正社員の道もあるとのこと。
山田智彦
演 - 柳谷参助（第1話・第2話・第6話・最終話）
慶京運輸野球部の部員。智也のチームメイト。智也と莉子の結婚披露宴で2人を祝うダンスを踊る。
渡瀬衛
演 - 生田俊平（第2話・第3話・第6話・最終話）
慶京運輸野球部の新入部員。智也が引退する試合の延長10回表、決勝点となるソロホームランを打つ。智也と莉子の結婚披露宴で2人を祝うダンスを踊る。
牧野洋平
演 - 加藤虎ノ介（第1話 - 第3話・第6話）
慶京運輸野球部の監督。
狛江崎亘
演 - 岩永丞威（第2話 - 第4話・第6話・第7話）
莉子の交際相手。莉子が結婚の話を始めると、妻と別居中の既婚者であることを白状したため莉子から別れを告げられた。その後妻と正式に離婚し、復縁を迫ろうと莉子に付きまとったが、現場を目撃した智也に咎められたことでその場を立ち去った。
佐武芽美（さたけ めぐみ）
演 - 高田里穂（第1話 - 第4話・第6話 - 第8話・最終話）
和樹の交際相手。和樹と同じ部署に勤めている。第8話で和樹が明日香に想いを寄せていることを察し、自ら別れを告げて彼の元を去った。
阿久津翔
演 - 中村羽叶（第1話・第5話・第6話）
菫のクラスメイトで遥斗が事故の際に助けた少年。自分を助けたことで遥斗が重大な事態に陥ったことを知り塞ぎ込んでしまい、せめてものお詫びにと、遥斗の病室にこっそり花を1輪ずつ届けていた。その後明日香の助言などにより徐々に元気を取り戻す。
弓子
演 - 遊井亮子（第3話・第9話）
和樹の母。
結城
演 - 飯田基祐（第3話・第9話）
弓子の再婚相手。
樋山ちなみ
演 - 鈴木絢音（第6話 - 最終話）
静原の彼女。アンサンブルのサークルでフルートを担当している。明日香から遥斗が記憶障害であると聞き、脳の活性化に良いとモーツァルトの楽曲を勧める。第9話で明日香に同じサークルに入らないかと誘い、第10話で明日香の演奏をすぐ横で聴いて、来月のチャリティ演奏会への参加を促す。
雪平真由美
演 - 中島ひろ子（第1話・第9話）
明日香の母。JO1のファンであり、イベントに参加するために明日香の自宅を訪問し何日か泊まる。
小川文雄
演 - ミスターちん（第6話・第7話）
ネギ農家を営む智也の父。手術できない腰の痛みを抱えている。
小川治子
演 - 根岸季衣（第4話・第6話）
智也の母。
ナレーター
声 - 藤本万梨乃（フジテレビアナウンサー）（第1話・第2話・第4話）
劇中のテレビの星座占いのナレーター。

## スタッフ
- 脚本 - 清水友佳子[2]
- 音楽 - REMEDIOS[45]
- 主題歌 - HY（Polydor Records / ASSE!! Records）[注 1]
  - 第1話、最終話 - 「366日（Official Duet ver.）」[45]
  - 第2話 - 「366日 feat. 大橋卓弥」[1]
  - 第3話 - 「366日 feat. 與那城奨」[46]
  - 第4話 - 「366日 feat. 川崎鷹也」[47]
  - 第5話 - 「366日 feat. 藤牧京介」[48]
  - 第6話 - 「366日 feat. キヨサク」[49]
  - 第7話 - 「366日 feat. 須田景凪」[50]
  - 第8話 - 「366日 feat. 長田庄平」[51]
  - 第9話 - 「366日 feat. オーイシマサヨシ」[52]
  - 第10話 - 「366日 feat. 西川貴教」[53]
- 演出 - 平川雄一朗、宮木正悟、片山雄一[45]、谷村政樹
- プロデュース - 狩野雄太[2]
- 制作協力 - AOI Pro.[2]
- 制作・著作 - フジテレビ[2]

## 放送日程
| 話数                                                                        | 放送日  | サブタイトル                                 | 演出                | 視聴率 |
| --------------------------------------------------------------------------- | ------- | -------------------------------------------- | ------------------- | ------ |
| 第1話                                                                       | 4月08日 | 一生、忘れられない恋だった                   | 平川雄一朗          | 7.2%   |
| 第2話                                                                       | 4月15日 | 諦めたくない…覚悟の告白                      | 宮木正悟            | 6.4%   |
| 第3話                                                                       | 4月22日 | またみんなで笑い合いたい                     | 片山雄一 平川雄一朗 | 5.9%   |
| 第4話                                                                       | 4月29日 | 好きだった。ホントに好きだったんだ           | 宮木正悟 平川雄一朗 | 6.6%   |
| 第5話                                                                       | 5月06日 | あなたが生きててくれるだけで嬉しい           | 平川雄一朗 片山雄一 | 5.4%   |
| 第6話                                                                       | 5月13日 | 何もやらないうちから、諦めたくないんだ       | 宮木正悟            | 5.6%   |
| 第7話                                                                       | 5月20日 | あの時からもう、好きになっていたかもしれない | 谷村政樹            | 5.9%   |
| 第8話                                                                       | 5月27日 | 俺はただ君に笑ってほしかった。再び恋したから | 平川雄一朗          | 5.7%   |
| 第9話                                                                       | 6月03日 | 心から笑える相手の事を理解したい…運命の再会  | 片山雄一            | 5.9%   |
| 第10話                                                                      | 6月10日 | 交錯する恋心、決意の告白                     | 谷村政樹            | 6.0%   |
| 最終話                                                                      | 6月17日 | 一生、忘れられない恋をした                   | 片山雄一            | 6.6%   |
| 平均視聴率 6.1%（視聴率はビデオリサーチ調べ、関東地区・世帯・リアルタイム） |         |                                              |                     |        |

- 初回は21時 - 22時9分の15分拡大放送[45]。